# Buteo rufinus
La poiana codabianca (Buteo rufinus Cretzschmar, 1827) è un uccello falconiforme della famiglia degli Accipitridi. È un rapace di medie dimensioni, sensibilmente più grande di Buteo buteo ma con capo in proporzione più piccolo, becco più robusto e tarsi più lunghi. Si distingue soprattutto per le ali decisamente più lunghe e rettangolari, così da apparire più simile a un rapace del genere Aquila. Nel volo planato le ali vengono tenute piatte, o con la parte prossimale un poco sollevata, e con una netta angolatura carpale, mentre quando rotea appaiono leggermente sollevate a V e spinte in avanti. Il volo battuto è più lento, potente e maestoso che negli altri Buteo.

## Distribuzione e habitat
È una specie politipica a distribuzione eurocentroasiatico-mediterranea. Due le sottospecie riconosciute, entrambe presenti nella regione paleartica occidentale: Buteo rufinus rufinus, osservata con numeri esigui ma regolarmente  in Italia (Corso et al. 2001, Corso, 2001, 2005)  e Buteo (rufinus/buteo) cirtensis, propria del Nord Africa, segnalata occasionalmente in Sicilia e nidificante sull'isola di Pantelleria con alcune coppie (nonché con almeno un caso di coppia mista con Poiana comune) (Corso, 2005, 2009; Corso et al. 2012). La popolazione europea è stimata tra le 2200 e le 12.000 coppie, di cui 1000-10.000 in Turchia. Le popolazioni euroasiatiche sono principalmente migratrici, quelle nordafricane prevalentemente stanziali e dispersive. Sverna in Africa centrosettentrionale e in Medio Oriente.
In migrazione frequenta aree planiziali e collinari, occasionalmente montane fino a circa 2000 metri di altitudine, concentrandosi su valichi e stretti promontori lungo le coste marine.

## Descrizione
La poiana codabianca è lunga 57–65 cm, ha un'apertura alare di 135–160 cm e pesa 1100-1300 g. Ha una colorazione variabile con forme da molto scure a molto chiare, con quelle medio-chiare decisamente più frequenti. Gli individui tipici hanno la testa piuttosto pallida con una stria scura attraverso l'occhio, il petto chiaro nettamente contrastante con il ventre e i fianchi bruno scuro. La coda è praticamente priva di barrature e tendenzialmente color cannella nella metà distale. In volo, vista da sotto, di solito sono molto scuri e marcati sia il bordo d'uscita dell'ala sia la tacca carpale, contrastanti con la base delle remiganti (soprattutto delle primarie), pressoché bianca; la coda appare priva di barrature. Vista da sopra si notano sull'ala la scura macchia carpale, l'area distale chiara formata dalla base delle primarie più esterne e la porzione all'attaccatura dell'arto da color sabbia a rossiccio, ma quasi sempre distintamente più chiara delle remiganti. L'iride è bruno scuro, il becco nero, la cera e le zampe gialle. Nessuna differenza nel piumaggio tra le stagioni e i sessi.

## Biologia
Generalmente solitaria, questa poiana è maggiormente gregaria durante le migrazioni, ma raramente in gruppi consistenti. Di solito silenziosa, occasionalmente fa udire un «miagolio» tipico del genere, di tonalità bassa e melodioso. Passa volentieri molto tempo a terra.

### Riproduzione

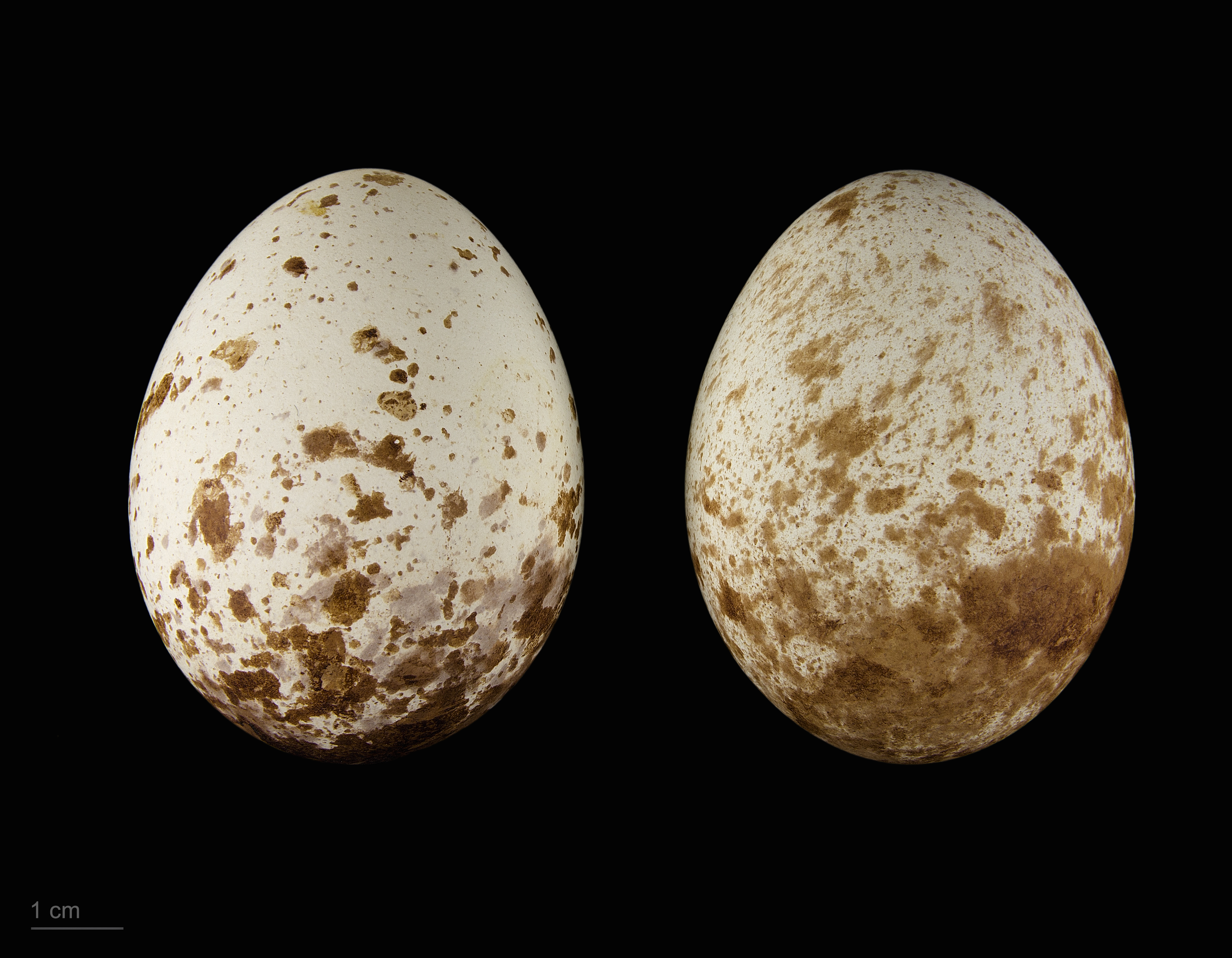
Buteo rufinus cirtensis

Si riproduce in coppie isolate con nido su alberi, localmente su rocce e piloni. Depone una sola covata annua normalmente di tre-quattro uova che vengono incubate dai due sessi per 35-36 giorni. La schiusa è asincrona e i giovani lasciano il nido a circa due mesi di vita.

## Conservazione
La popolazione, se non in incremento, certamente non è in declino. È minacciata soprattutto dalle uccisioni illegali.

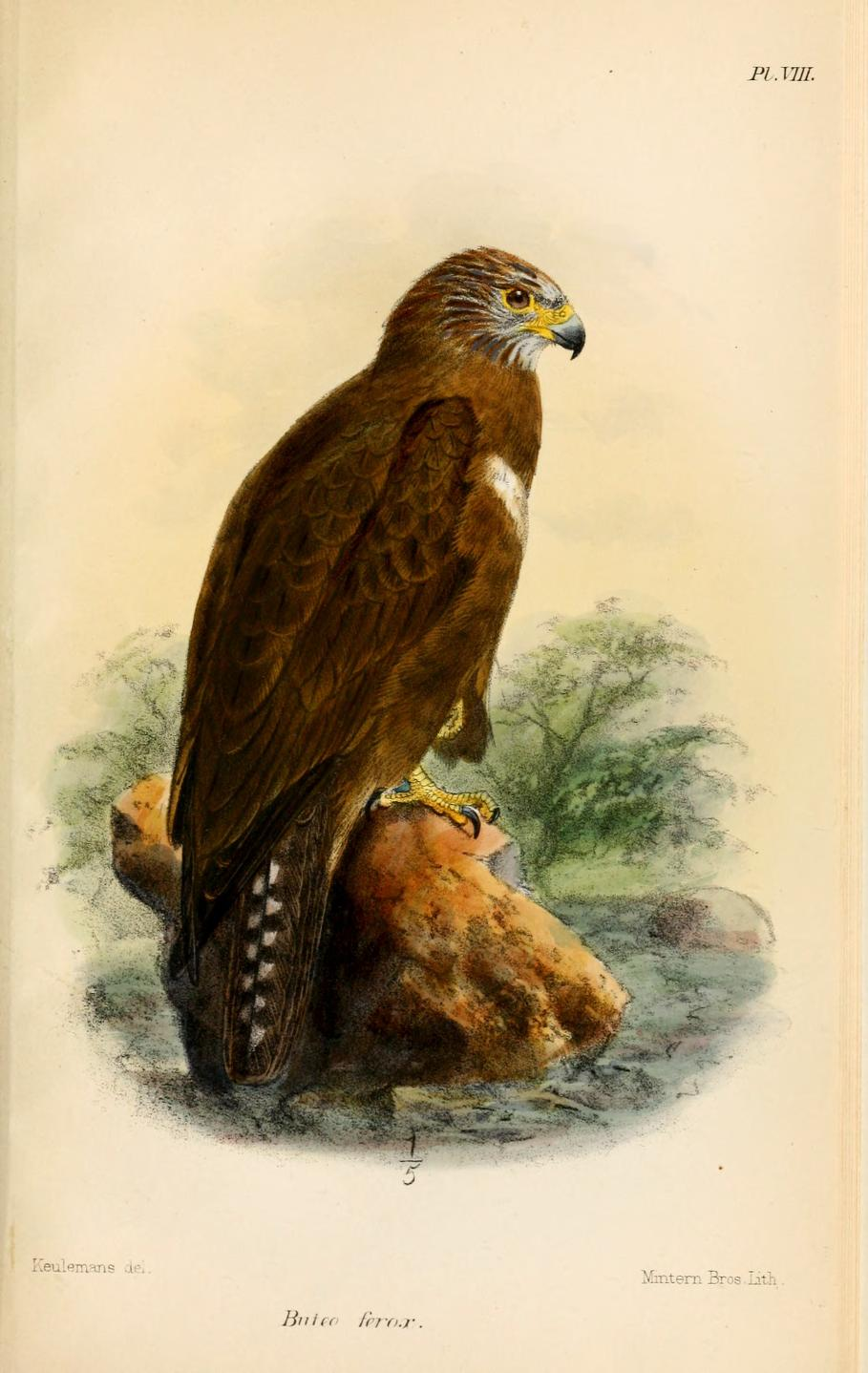
Illustrazione di John Gerrard Keulemans (1874).